# Fundação de Parques Municipais e Zoobotânica

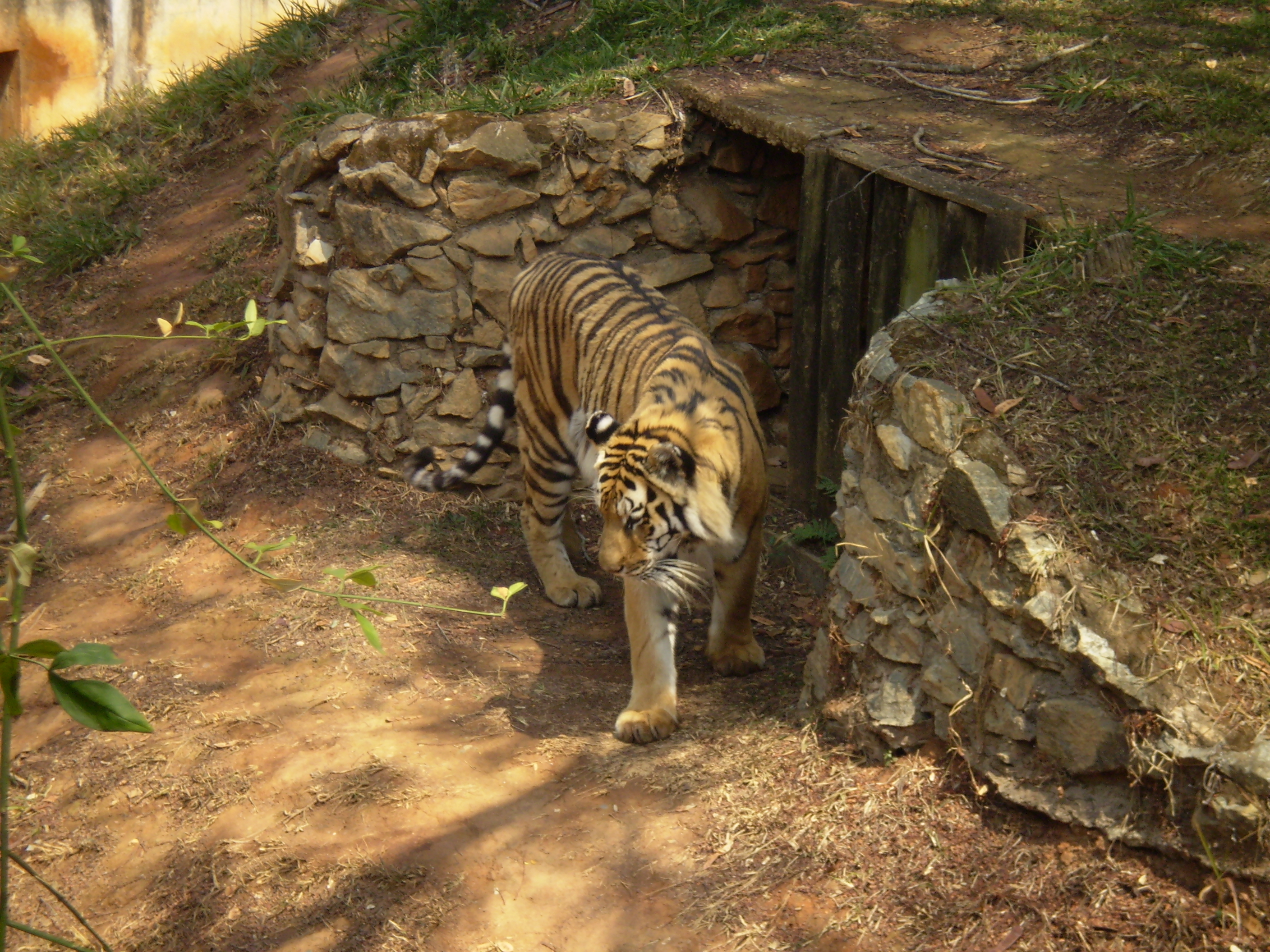
Tigre no Zoológico de Belo Horizonte.

A Fundação de Parques Municipais e Zoobotânica, criada pelo Decreto 16.684, de 31 de agosto de 2017, resulta da fusão da antiga Fundação Municipal de Parques e da extinta Fundação Zoo-Botânica de Belo Horizonte, ocorrida na reforma administrativa municipal daquele ano.
A antiga Fundação Zoo-Botânica de Belo Horizonte havia sido tombada pelo Instituto do Patrimônio Histórico, Artístico Nacional (IPHAN) em 1994 como integrante do conjunto arquitetônico e urbanístico da Pampulha.
Numa área de 1 milhão e 750 mil m², encontram-se 600 mil m² de cerrado preservados. A partir de 1959 passou a abrigar o Jardim Zoológico da cidade. Em 1991 foi criada a Fundação Zoobotânica de Belo Horizonte que passou a administrar o Jardim Zoológico e o Jardim Botânico de Belo Horizonte, que hoje funciona ao lado do Jardim Zoológico da capital. No dia 21 de maio de 2004, a Fundação Zoobotânica abre à visitação pública o Parque Ecológico da Pampulha, uma terceira área destinada, além da contemplação da natureza, à prática de esportes, lazer, cultura, pesquisa e visitas orientadas com fins educativos. A FZB-BH é a segunda maior área verde pública de BH e recebe, anualmente, 1,2 milhão de pessoas.

## Fauna
Cerca de 1500 animais, de mais de 250 espécies diferentes entre anfíbios, aves, mamíferos e répteis. No plantel do Jardim Zoológico da Fundação Zoobotânica de Belo Horizonte possuem-se representantes dos cinco continentes do mundo.

## Flora
Jardins temáticos e estufas representativos dos biomas mineiros compõem a área de visitação do Jardim Botânico da Fundação Zoobotânica de Belo Horizonte. Exposição de bromélias, aráceas, plantas suculentas, medicinais e tóxicas e flores e cores (incluindo espécies endêmicas e ameaçadas de extinção).
Destacam-se, inclusive, as coleções de referência para futuros estudos da flora mineira: Herbário, Carpoteca, Sementeca e Ervanário. As estufas são da Caatinga, Campo Rupestre, Mata Atlântica e Evolutiva I e II. Inclui-se, também, as praças, o arboreto, os lagos de plantas aquáticas e a produção de mudas.

## Aquário

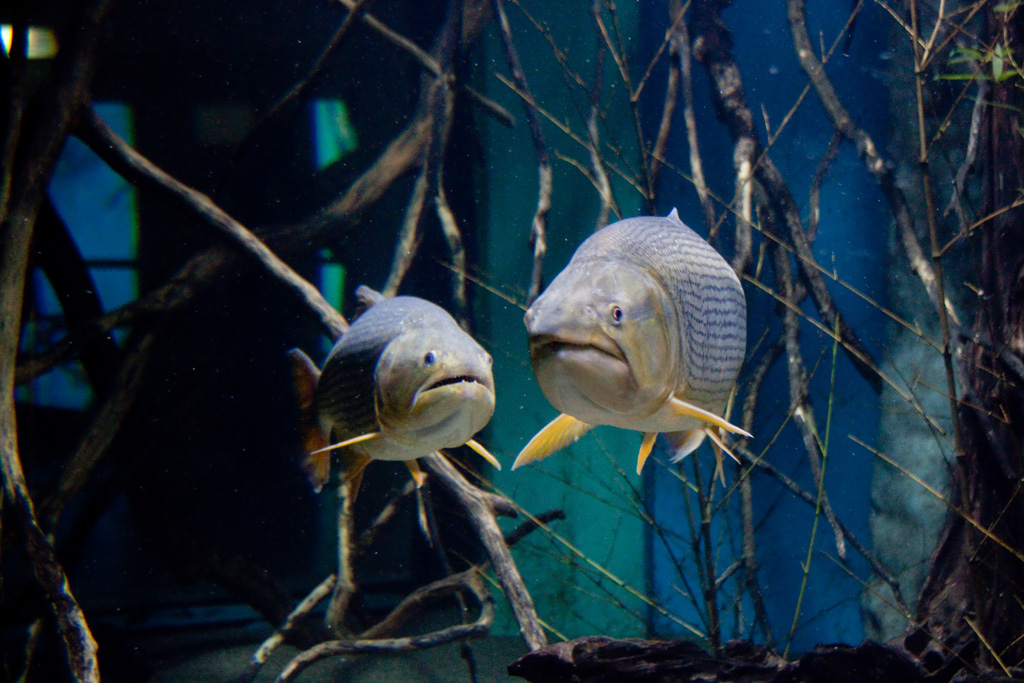
Dourados no Aquário de Belo Horizonte.

Em 5 de março de 2010 foi inaugurado o maior aquário temático de água doce do País e o primeiro a retratar exclusivamente a vida na Bacia do São Francisco.